# Пациент Мецский
Пациент (II или IV век) — четвёртый епископ Меца, святой. Дни памяти — 8 января и 15 ноября.
Святой Пациент Грек (Patient le grec) встал во главе Мецской епархии после святого Феликса I Мецского. По одному из преданий, святой Пациент был учеником святого апостола  и евангелиста Иоанна Богослова и стал служить Господу, начиная с  157 года . Согласно другим данным, он жил в IV веке. 
Святой Пациент основал храм святого Иоанна Крестителя там, где ныне находится Мецский монастырь святого Арнульда (abbaye Saint-Arnould). По преданию, он там и был погребён. В 1193 году его мощи были обретены и положены в раку неподалёку от алтаря.  . Там они оставались до французской революции .
В труде Gesta episcoporum Mettensium, написанном Павлом Диаконом около 784 года, упоминается только имя святого Пациента, в то время как святые Селест Мецский и Феликс I Мецский описаны только как действующие лица жития святого Климента Мецского.